# اونکوتان
اونکوتان (انگلیسی: Onekotan) یک جزیره آتشفشانی در جزایر کوریل کشور روسیه است.